# Puriton
Puriton är en ort och civil parish i Storbritannien.   Den ligger i grevskapet Somerset och riksdelen England, i den södra delen av landet, 200 km väster om huvudstaden London. Puriton ligger 14 meter över havet och antalet invånare är 1 775.
Terrängen runt Puriton är platt. Runt Puriton är det ganska tätbefolkat, med 179 invånare per kvadratkilometer. Närmaste större samhälle är Bridgwater, 5,0 km söder om Puriton. Trakten runt Puriton består i huvudsak av gräsmarker.